# Codrul secular Giumalău
Codrul secular Giumalău este o arie protejată de interes național ce corespunde categoriei a IV IUCN (rezervație naturală de tip forestier) situată în județul Suceava, pe teritoriul administrativ al comunei Pojorâta.

## Localizare
Codrul secular Giumalău se află în partea central-vestică a județului Suceava, în panta nord vestică a munților Giumalău (grupare muntoasă a Carpaților Moldo-Transilvani din Carpații Orientali) spre bazinul superior al pârâului Roșu (Putna Mare), un afluent de dreapta al râului Putna.

## Descriere
Rezervația naturală cu o suprafață de 309,50 hectare a fost declarată arie protejată prin Legea Nr.5 din 6 martie 2000 (privind aprobarea Planului de amenajare a teritoriului național - Secțiunea a III-a - zone protejate) și reprezintă o zonă montană (cu mai multe tipuri de habitate: păduri acidofile, șisturi calcaroase și grohotișuri, versanți stâncoși, păduri dacice de fag, paduri în amestec, tufărișuri alpine, pajiști) ce adăpostește o mare varietate de floră și faună specifică Meridionalilor.